# Diviser pour mieux régner
Pour les articles homonymes, voir Diviser pour régner.

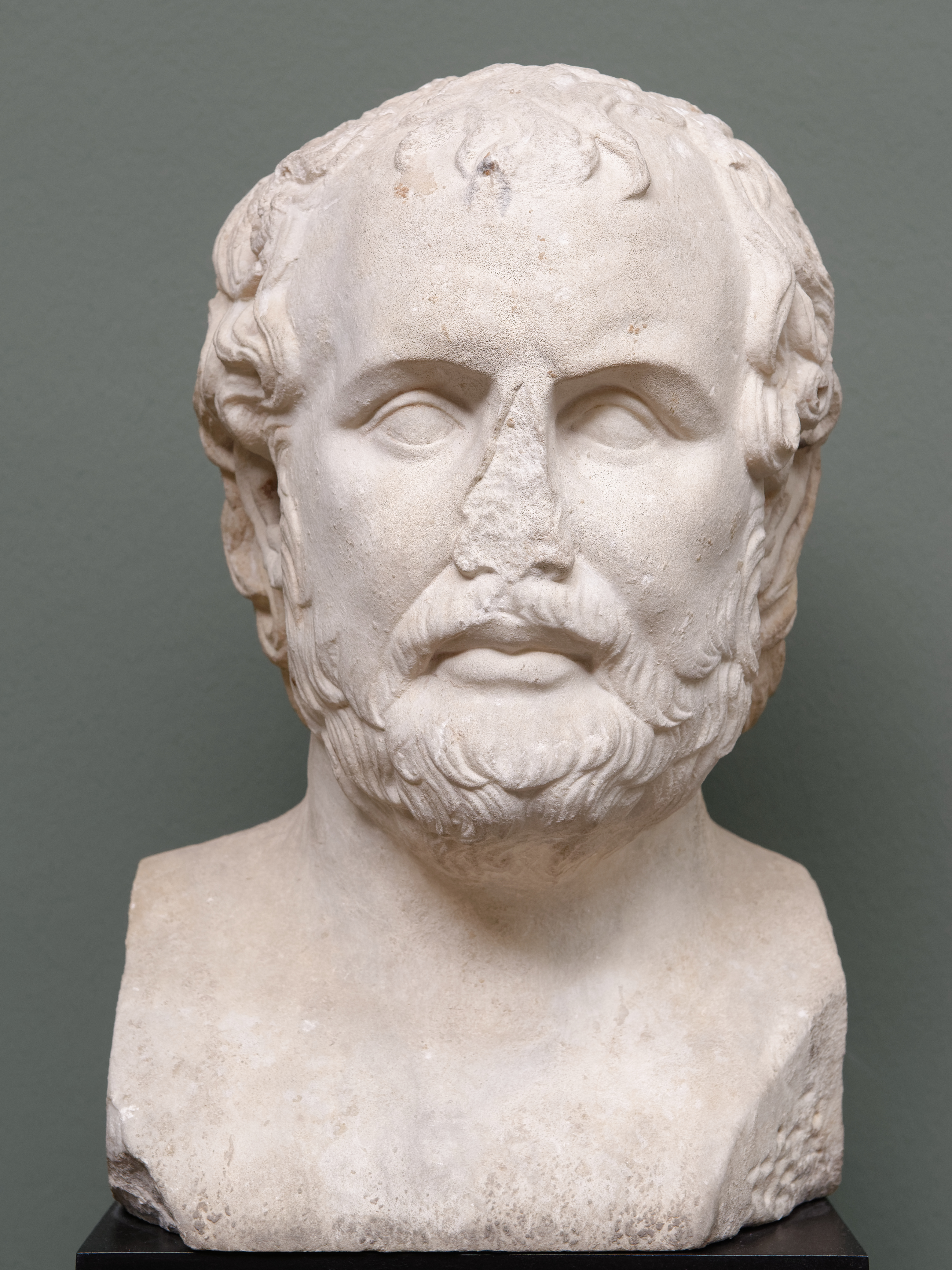
Diviser pour régner, maxime attribuée à Philippe II de Macedoine

En politique et en sociologie, diviser pour régner (du latin divide et impera) est une stratégie visant à semer la discorde et à opposer les éléments d'un tout pour les affaiblir et à user de son pouvoir pour les influencer. Cela permet de réduire des concentrations de pouvoir en éléments qui ont moins de puissance que celui qui met en œuvre la stratégie, et permet de régner sur une population alors que cette dernière, si elle était unie, aurait les moyens de faire tomber le pouvoir en question.
La maxime divide et impera est attribuée à Philippe II de Macédoine.

## Cas historiques

### Dans le cadre colonial
La stratégie de la division a été largement utilisée par les empires coloniaux afin de gouverner les vastes territoires qu'ils contrôlaient. À travers une stratégie "d'ingénierie" ethnique, les grandes puissances se sont basés sur certaines minorités et ont hiérarchisé les sociétés afin de mieux les contrôler.
- En Indochine, l'administration coloniale française a opposé la population cambodgienne à la population annamite et elle a tourné les Annamites contre les Chinois[3].

- En Inde britannique, à la suite de la révolte des cipayes où musulmans et hindous se sont alliés contre les Britanniques, le pouvoir colonial britannique a attisé la haine de chaque communauté religieuse pour l'autre et instrumentalisé tout conflit religieux. Lors de leur domination sur le sous-continent indien, les Britanniques prirent le parti de la Ligue musulmane contre le Parti du Congrès. Cela eut comme conséquence la partition de la colonie en Inde et en Pakistan[4],[3].